# Pico Ruivo
De Pico Ruivo (Nederlands: Rode Spits) is de hoogste bergtop van het Portugese eiland Madeira. De Pico Ruivo heeft een hoogte van 1.862 meter, is als hoogste bergtop hoger dan 1.500 meter op een eiland evident ultra-prominent. De Pico Ruivo heeft een dominantie van 449,82 km, zijnde de afstand tot de hogere Roque de los Muchachos op het Spaanse eiland La Palma, onderdeel van de Canarische eilanden.
De Pico Ruivo is na de Ponta do Pico op het eiland Pico van de Azoren en de Torre in de Serra da Estrela in continentaal Portugal de op twee na hoogste berg van Portugal.
De Pico Ruivo ligt centraal in het oostelijk deel van Madeira, op het grondgebied van de gemeente Santana. De Pico Ruivo is relatief eenvoudig te beklimmen door een geoefende bergwandelaar. Er liggen wandelpaden van Achada do Teixeira  en van de Pico do Arieiro naar de Pico Ruivo.
Op de top is een geplaveid uitzichtplatform geconstrueerd met hekjes en twee kleine monumenten.
Een berghut ligt net beneden de top, alwaar permanent toegang tot drinkwater en sanitair is alsmede de mogelijkheid tot verblijf en het kopen van eten en drinken. Vanop de top heeft men een zicht op het eiland van kust tot kust, maar snel wisselende weersomstandigheden met vooral mist maken de zichtbaarheid onvoorspelbaar.

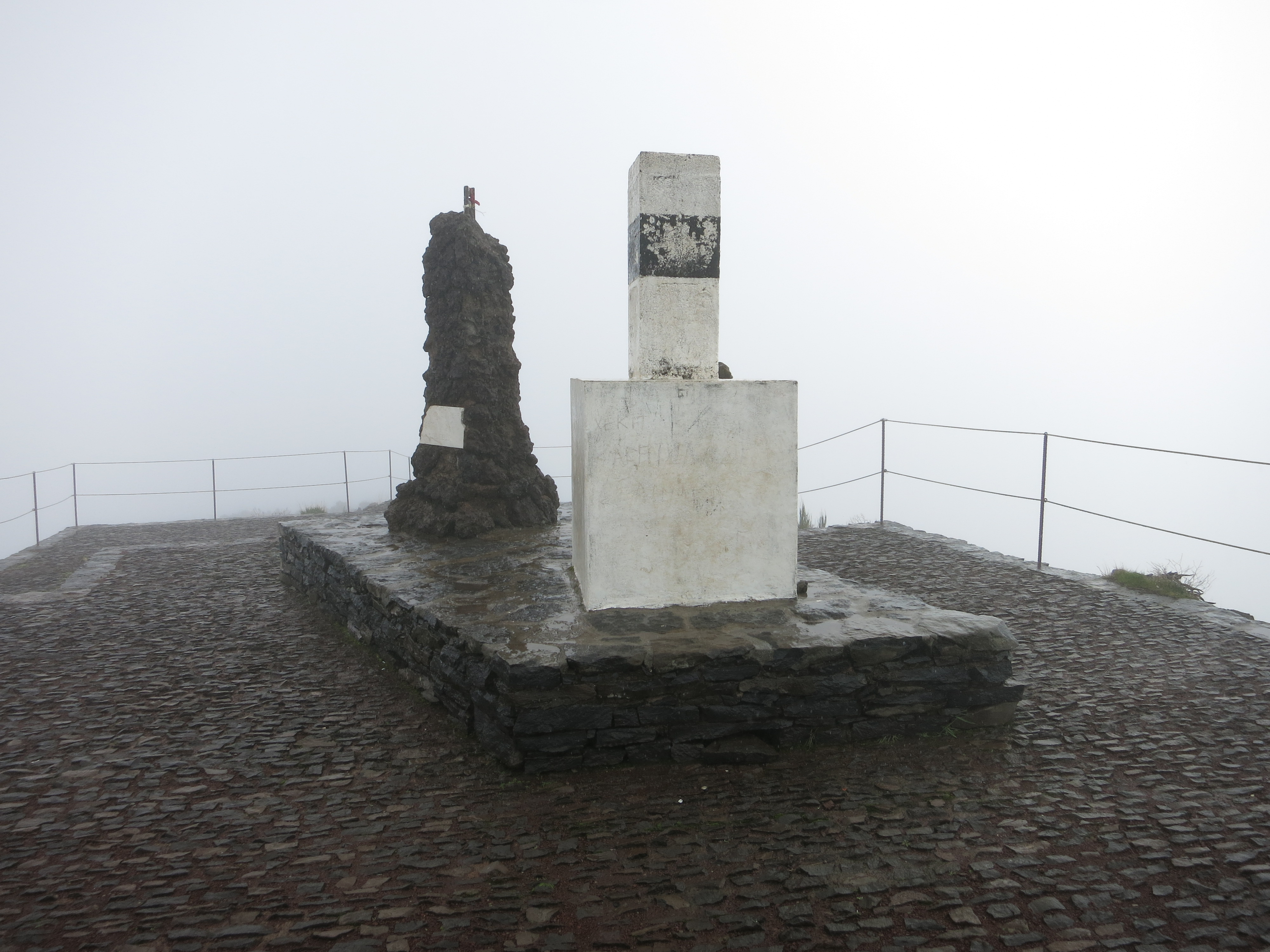
Uitzichtplatform op de top van de Pico Ruivo
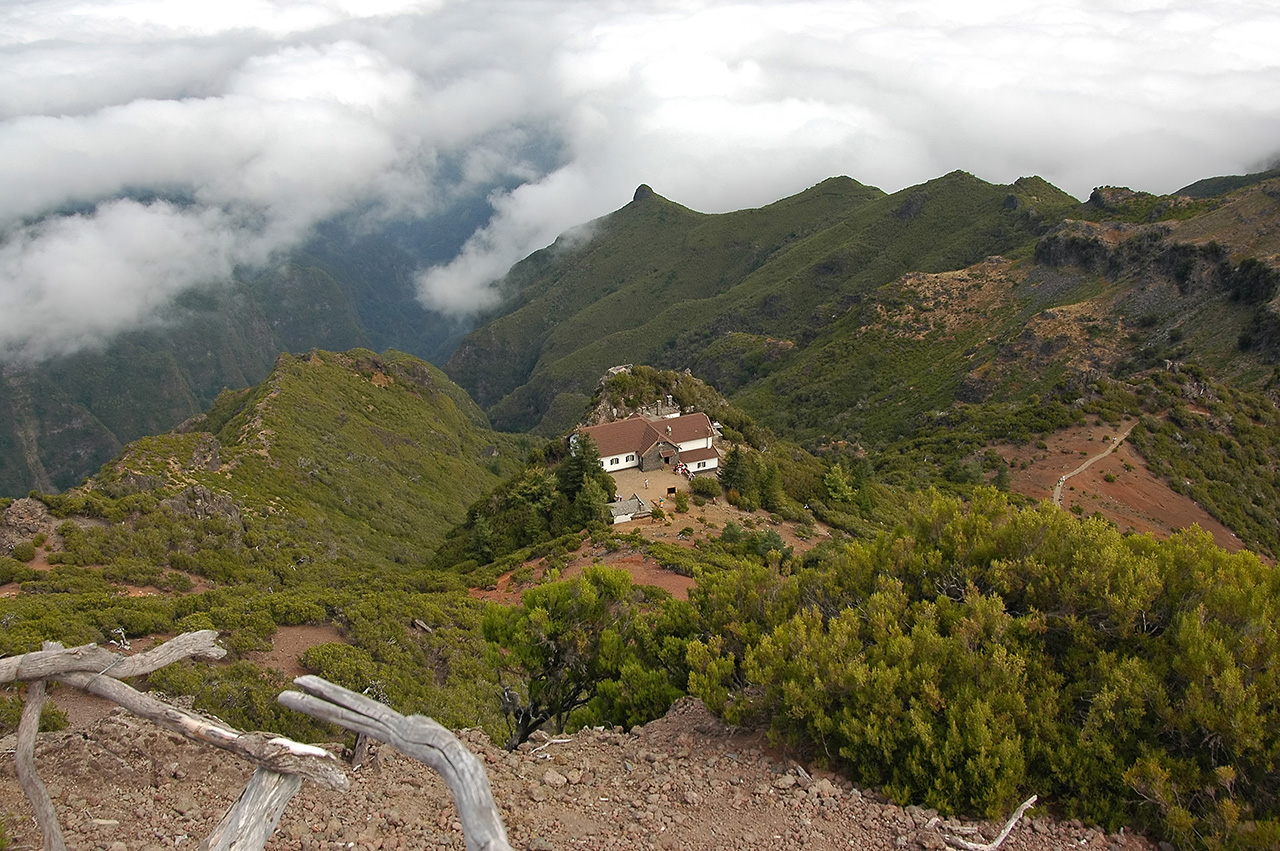
De berghut op de flank van de Pico Ruivo